# Sina Frei
Sina Frei (n. 18 iulie 1997, Männedorf, cantonul Zürich, Elveția) este o ciclistă elvețiană, medaliată olimpică. A participat la o ediție a Jocurilor Olimpice (2020) în care a câștigat o medalie de argint.